# Parasyrisca paironica
Parasyrisca paironica Ovtsharenko, Platnick & Marusik, 1995 è un ragno appartenente alla famiglia Gnaphosidae.

## Etimologia
Il nome della specie deriva dalla località di rinvenimento degli esemplari: Pairon-Karatag, cittadina tagica; in aggiunta il suffisso -ica che, a detta del descrittore, è un'arbitraria combinazione di lettere.

## Caratteristiche
L'olotipo femminile rinvenuto ha lunghezza totale è di 8,70mm; la lunghezza del cefalotorace è di 2,85mm; e la larghezza è di 2,25mm.

## Distribuzione
La specie è stata reperita in Tagikistan: l'olotipo femminile è stato rinvenuto nella cittadina di Pairon-Karatag.

## Tassonomia
Al 2015 non sono note sottospecie e dal 1995 non sono stati esaminati nuovi esemplari.